# Парламентские выборы в Испании (1876)
Парламентские выборы в Испании 1876 года прошли 20 января. На них были избраны 391 член Конгресса депутатов. Явка составила приблизительно 58,90 % от общего числа зарегистрированных избирателей.

## Предыстория
1 декабря 1874 года Альфонсо XII издал манифест, в котором объявил себя единственным законным монархом Испании. 29 декабря 1874 года генерал Арсенио Мартинес-Кампос организовал военный переворот, покончивший с Первой Испанской республикой и приведший к реставрации Бурбонской династии. К власти пришло временное правительство во главе с министром-регентом Антонио Кановасом дель Кастильо, чьи полномочия были подтверждены королём Альфонсо XII. Укрепившись у власти, новый король и его премьер-министр провели выборы в Конгресс депутатов.
Выборы проходили в соответствии с законом 1870 года с изменениями от июня 1872 года, согласно которому голосовать могли только мужчины старше 25 лет. Помимо самой Испании депутатов также выбирали в Пуэрто-Рико. На Кубе, где шла Десятилетняя война, голосование не проводилось.

## Результаты
Победу на выборах одержала Либерально-консервативная партия во главе с премьер-министром Антонио Кановасом дель Кастильо. Считая союзников, депутатов от остатков Умеренной партии, а также независимых парламентариев из числа консерваторов-форалистов из Страны Басков и последователей Мануэля Алонсо Мартинеса (так называемый «Парламентский центр»), консерваторы смогли получить 333 места в Конгрессе депутатов (85,17 %). Главные оппоненты Кановаса дель Кастильо, либералы из Конституционной партии, вместе с близкими по идеологии радикальными монархистами, независимыми либералами и либеральными форалистами, смогли завоевать 49 мест (12,53 %).
Итоги выборов в Конгресс депутатов Испании 20 января 1876 года
| Партии и коалиции                                            | Партии и коалиции      | Партии и коалиции                | Партии и коалиции                     | Голоса     | Голоса | Голоса | Места | Места |
| Партии и коалиции                                            | Партии и коалиции      | Партии и коалиции                | Партии и коалиции                     | #          | %      | +/−    | Места | +/−   |
| ------------------------------------------------------------ | ---------------------- | -------------------------------- | ------------------------------------- | ---------- | ------ | ------ | ----- | ----- |
|                                                              |                        | Либерально-консервативная партия | исп. Partido Liberal-Conservador, PLC |            |        |        | 317   | —     |
|                                                              | Умеренная партия       | исп. Partido Moderado, PM        |                                       |            |        | 12     | —     |       |
| Все консерваторы                                             | Все консерваторы       | Все консерваторы                 | Все консерваторы                      |            |        |        | 329   | —     |
|                                                              |                        | Конституционная партия           | исп. Partido Constitucional, PC       |            |        |        | 48    | —     |
|                                                              | Радикальные монархисты | исп. Radical Monárquico, RM      |                                       |            |        | 1      | —     |       |
| Все либералы                                                 | Все либералы           | Все либералы                     | Все либералы                          |            |        |        | 49    | —     |
|                                                              | Радикалы               | Радикалы                         | исп. Radicales                        |            |        |        | 5     | —     |
|                                                              | Демократическая партия | Демократическая партия           | исп. Partido Democrático, PD          |            |        |        | 1     | —     |
|                                                              | Независимые            | Независимые                      | Независимые                           |            |        |        | 7     | —     |
|                                                              |                        |                                  |                                       |            |        |        |       |       |
| Всего                                                        | Всего                  | Всего                            | Всего                                 | ~2 236 167 | 100,00 |        | 391   | —     |
| Зарегистрировано/Явка                                        | Зарегистрировано/Явка  | Зарегистрировано/Явка            | Зарегистрировано/Явка                 | ~3 796 806 | 58,90  |        |       |       |
|                                                              |                        |                                  |                                       |            |        |        |       |       |
| Источник: - Historia Electoral - Spain Historical Statistics |                        |                                  |                                       |            |        |        |       |       |

## Результаты по регионам
Консерваторы заняли первое место по количеству избранных депутатов почти во всех провинциях, кроме Бискайи и Гипускоа (обе Страна Басков), где победили баскские консерваторы-форалисты, Вальядолида, где победу одержали конституционалисты, и Алавы (Страна Басков), где первенствовали либералы-форалисты. Из четырёх крупнейших городов страны в двух, Севильи и Валенсии, безоговорочную победу одержали консерваторы, получив все 7 мандатов от этих городов. В Мадриде 5 мандатов из 7 получили консерваторы, оставшиеся два поделили между собой конституционалисты и радикалы. А вот Барселона предпочла либералов, 3 мандата из 5 завоевали конституционалисты, ещё один достался демократу и лишь один получили консерваторы.

## Значение
Председателем Конгресса 15 февраля 1876 года был избран Хосе Посада Эррера (Конституционная партия). 15 февраля 1878 года его сменил Аделардо Лопес де Аяла (Либерально-консервативная партия). Председателем Сената был консерватор Мануэль Гарсия Барсанальяна.
За время работы Конгресса депутатов, избранного в январе 1876 года были завершены Восстание Кабреры и Десятилетняя война, а также принята Конституция 1876 года, действовавшая до 1923 года и ставшая самой длительной конституцией в истории Испании.